# Langley (cràter)
Langley és un cràter d'impacte que es troba prop de l'extremitat nord-oest de la Lluna. Des de la Terra es veu de front. Es troba en l'escletxa entre el cràter Galvani, localitzat a través de la vora sud-oriental, i Volta en el bord nord-est. Just al nord-oest es troba el cràter Stokes.

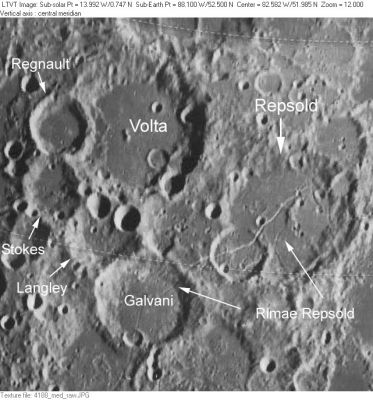
Entorn de Langley. Fotografia de la missió Lunar Orbiter 4

La vora de Langley ha estat fortament danyada per impactes propers, i el resultat és un perímetre irregular que ha estat deformat i molt erosionat. Galvani envaeix la part sud-est del sòl, superposant-se al brocal. Al nord-est es localitzen un parell de cràters designats Langley J i Langley K, molt propers l'un de l'altre, en el costat interior de la vora compartida amb Volta. L'arc occidental del brocal és la secció més intacta, encara que diversos petits cràters ho travessen. El sòl interior de Langley manca de trets significatius més enllà d'alguns diminuts cràters.

## Cràters satèl·lit
Per convenció aquests elements són identificats en els mapes lunars posant la lletra en el costat del punt central del cràter que està més proper a Langley.
|         | \| Langley \| Coordenades \| Diàmetre \| \| ------- \| ------------------------------------ \| -------- \| \| J \| 51° 42′ N, 85° 12′ O / 51.7°N,85.2°O \| 20 km \| \| K \| 52° 00′ N, 86° 18′ O / 52.0°N,86.3°O \| 20 km \| |          |
| Langley | Coordenades | Diàmetre |
| J       | 51° 42′ N, 85° 12′ O / 51.7°N,85.2°O | 20 km    |
| K       | 52° 00′ N, 86° 18′ O / 52.0°N,86.3°O | 20 km    |